# Сукино болото
Сукино́ боло́то — историческая местность, располагавшаяся на территории современных районов Печатники и Текстильщики в Юго-восточном округе Москвы. 
Болото было сначала засыпано, а затем частично ликвидировано при помощи установки грунтово-дренажных систем. Сегодня основную часть Сукина болота занимают бывший АЗЛК (впоследствии «ОАО „Москвич“», далее — концерн «Автофрамос», затем — «Reanult Россия», а ныне АО «Московский автомобильный завод „Москвич“». и электродепо «Печатники».

## История

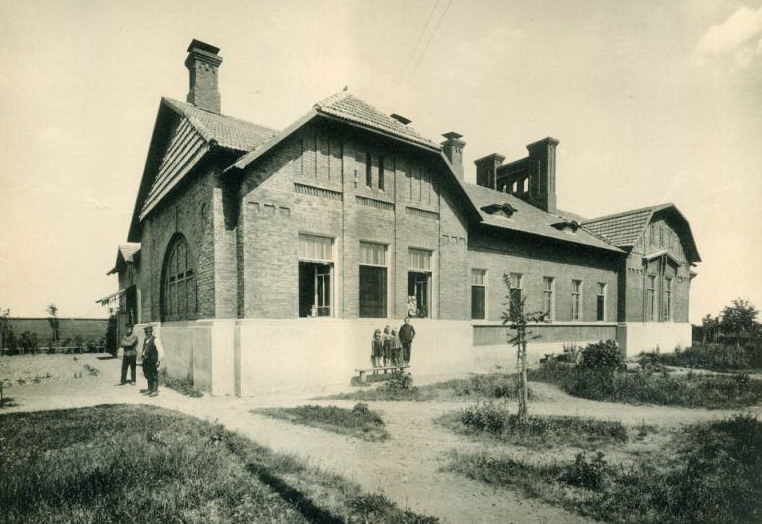
Станция биологической очистки, ныне дом № 36 по Волгоградскому проспекту. Построена в 1899—1901 годах.

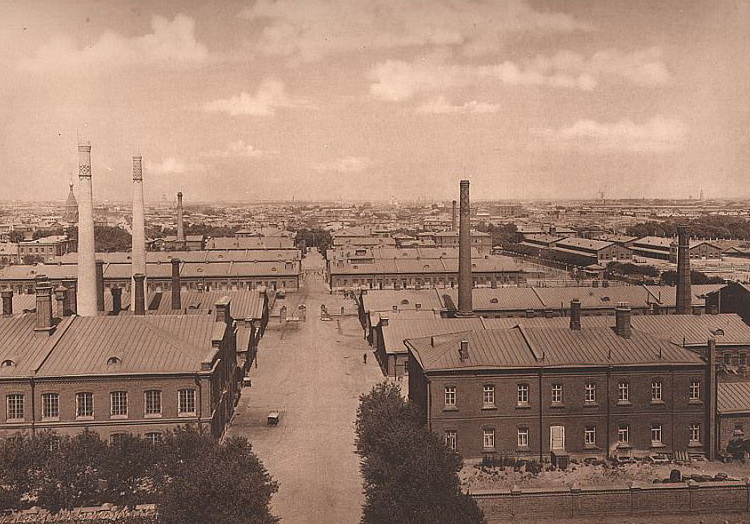
Городские бойни на Сукином болоте (1913—1914). Построены в 1888 году. Позднее — Мясокомбинат им. Микояна (ж/д станция «Бойня»).

Существование в этих местах болота известно ещё с XVI века, вероятно, оно принадлежало землевладельцу Василию Борисовичу Сукину, основателю Тюмени, по фамилии которого и дано название. По другой версии болото принадлежало боярину Ивана Грозного, некоему Сукину.
В период индустриализации, в конце XIX века сюда спускались сточные воды города, для чего в 1898 году был проложен трубопровод, идущий до Сукина болота и Люблинских полей орошения. Сукино болото входило в состав Нагатинской волости в качестве населённого пункта, по данным 1899 года здесь проживало 4 человека.
В 1903—1908 годах болото пересекла окружная железная дорога со станцией Угрешская.
В 1904 году город принимает решение о приобретении урочища «Сукино болото», бо́льшая его часть была отведена под свалку мусора и нечистот. Специальными обозами сюда доставляли городской мусор и распределяли по поверхности свалки. В 1914 году было принято решение об использовании трамвайного пути для вывоза отходов, в 1915—1916 годах сюда проложена трамвайная линия — ответвление от Симоновской ветки у пороховых погребов и шла дальше мимо станции Угрешская. К лету 1916 года прокладка путей завершилась и город стал осуществлять вывоз на трамвайной платформе сухих канализационных отходов.
Московская газета «Столичная молва» от 7 января 1911 года так описывает эту местность:
Выехав за Спасскую заставу, вы попадаете в своеобразный мир. Здесь царство отбросов. Унылая изрытая равнина с заражённой почвой, с отравленным воздухом. Даже в морозный день, когда валит хлопьями снег, вы стараетесь спрятать поглубже лицо в воротник, чтобы не слышать этого страшного запаха тления.

В царстве отбросов — царство человеческой предприимчивости. Разбросаны по зловонной равнине приземистые заводские здания, высятся красные трубы. Завод альбуминный, клееварный, утилизационный — заводы, перерабатывающие отбросы… В зловонной атмосфере кипит лихорадочная работа. Здесь же, при заводах, позабыв о свежем воздухе, живут люди, живут годами, с семьями…
К началу первой мировой войны мусор настолько укрепил почву болота, что оно было распланировано под строительные кварталы с сетью улиц и переулков, однако до Октябрьской революции здесь ничего не было построено.
В 1929 году здесь обосновался совхоз «Текстильщики». Он освоил обширные пространства болота, создал парники, теплицы и на плодородных торфяных почвах стабильно получал высокие урожаи. В справочнике улиц 1931 года называлось «Болото им. Каменева, быв. Сукино». В 1939 году в южной части Сукина болота начинает работать Южный речной порт. В 1930-е годы, при создании автозаводов ЗИС и КИМ, даже вышла брошюра под названием «Детройт на Сукином болоте».
Летом 1968 года совхоз был закрыт, а на его землях началось строительство корпусов Московского завода малолитражных автомобилей (ныне Рено Россия). На болоте сняли четырёхметровый слой плодородного грунта и торфа и взамен намыли песок.
Грунт в этом месте до сих пор зыбок, существуют плывуны и грунтовые воды. В середине 1960-х годов данное состояние почвы плюс отсутствие механизированных технологий (например, проходческих щитов) повлияли на решение проложить участок Таганско-Краснопресненской линии метро по поверхности. Участок же Люблинско-Дмитровской линии, соответствующий очертаниям болота, уже в 1990-х годах всё же смогли проложить на глубине 5—7 м под землёй.